# Piaski (plaats in Lublin)
Piaski is een stad in het Poolse woiwodschap Lublin, gelegen in de powiat Świdnicki. De oppervlakte bedraagt 8,44 km², het inwonertal 2660 (2005).

## Verkeer en vervoer
- Station Piaski